# Rudolf Ruedemann
Rudolf Ruedemann (* 16. Oktober 1864 in Georgenthal, Herzogtum Sachsen-Coburg und Gotha; † 18. Juni 1956) war ein US-amerikanischer Paläontologe deutscher Herkunft.

## Leben
Ruedemann studierte Geologie an der Universität Jena, an der er 1887 promoviert wurde (Dissertation: Die Contacterscheinungen am Granit der Reuth bei Gefrees) und an der Universität Straßburg, an der er ab 1887 Assistent war (und erneut promovierte). 1892 ging er in die USA, wo er Highschool-Lehrer im Staat New York war (in Lowville, Dolgeville) und ab 1899 am State Museum of New York in Albany, nachdem er durch Studien über Graptolithen (Diplograptus) die Aufmerksamkeit des Staatspaläontologen James Hall und von John Mason Clarke gefunden hatte. Er war zunächst Assistant State Paleontologist und ab 1926 als Nachfolger von Clarke Staats-Paläontologe von New York. 1916 war er Präsident der Paleontological Society.
Er befasste sich mit Paläontologie von Wirbellosen, vor allem Graptolithen, aber auch Korallen, Eurypteriden, Trilobiten und Kopffüßer. 1937 ging er in den Ruhestand. Er galt viele Jahrzehnte als führender Graptolithen-Spezialist in den USA.
1890 heiratete er Elizabeth Heitzmann.

## Ehrungen
1912 wurde er zum Mitglied der Deutschen Akademie der Naturforscher Leopoldina gewählt. 1928 wurde er Mitglied der National Academy of Sciences.